# Engine Alliance GP7000
Engine Alliance GP7000 – silnik turbowentylatorowy opracowany przez amerykańskie firmy General Electric i Pratt & Whitney stosowany w samolocie Airbus A380. W produkcji mają udział europejskie firmy MTU Aero Engines i Snecma. Produkowana wersja to GP7270 dla pasażerskiego A380-861. Airbus anulował towarową wersję samolotu A380-863F, która miała być napędzana silnikami GP7277 o zwiększonym ciągu.

## Projekt
Początkowo silnik ten był projektowany do napędzania nowych wersji 747-500X/600X popularnego Boeinga 747. Jednak Boeing anulował ten projekt. Wówczas zaczęto projektować silnik pod Airbusa A380. Został on zbudowany w oparciu o rdzeń GE90-110B\115B oraz wentylator od Pratt & Whitney PW4000.
Jednak jako podstawowe silniki do nowego projektu znanego wówczas jako A3XX w 1996 wybrano konkurencyjne silniki Rolls-Royce Trent 900, które początkowo zostały wybrane przez większość linii zamawiających ten samolot. Sytuacja zmieniła się w 2007, kiedy linie Emirates zamówiły 55 samolotów A380 z silnikami GP7000. Samoloty zasilane przez silniki od Engine Alliance będą miały oznaczenie A380-86X, gdzie cyfra 6 oznacza model silnika GP7000.
Silnik odbył pierwszy lot 4 grudnia 2004 z Victorville, Kalifornia na należącym do GE Boeingu 747. Certyfikat Federal Aviation Administration (FAA) uzyskał 29 grudnia 2005, europejski EASA 19 kwietnia 2007, a certyfikat dla typu A380-861 14 grudnia 2007. Oblot Airbusa A380 napędzanego GP7270 odbył się 26 sierpnia 2006. Pierwszy samolot przekazano Emirates 28 lipca 2008. Jeden silnik kosztuje około 15 milionów USD.
Główni użytkownicy silników to linie lotnicze Emirates, Air France i Korean Air.